# コルト・ファイヤーアームズ
コルト・ファイヤーアームズ（英: Colt Firearms、通称コルト）は、世界初のシングルアクションリボルバーを発明した陸軍大佐サミュエル・コルト（1814年7月19日 - 1862年1月10日）の興したアメリカ合衆国の銃器メーカー。創業は1836年。当初の社名は「Colt Patent Firearms」（コルト特許火器）。
コルト社は拳銃のほかに有名なM16やM4カービンなどを生産しており、同じアメリカの銃器メーカーであるスミス&ウェッソン社（通称S&W）とはライバル関係にあるが、2015年に連邦倒産法第11章の適用を申請し、倒産した（後述）。

## 歴史
一般的にはコルト社がリボルバー（回転式拳銃）を開発したとされているが、サミュエル・コルトによる開発以前からリボルバーは存在していた。ただ従来のリボルバーは撃鉄を起こし、シリンダーの位置を合わせ、トリガーを引くという、原始的な完全手動式機構ものしか存在せず、連射や速射が困難であった。またコルト以前のリボルバーは、リボルバーとは言っても殆どがシリンダーと銃身が分離していない、「ペッパーボックスピストル」と呼ばれるタイプのもので、高価な上に実用的なものとは言い難かった。
そこでコルトは1836年に、撃鉄を起こすと同時にシリンダーが回転して次弾を定位置に移動し、後は引き金を引くだけで発砲が可能となる「シングルアクション機構」と、撃鉄を自分の手で起こすことなく引き金を引くだけで連射できる「ダブルアクション」機構を開発、特許を得た。これらの連射メカニズムは、当時としては劇的な連射速度を実現した。しかし初期のコルト社の製品は高価な上、撃鉄を起こす度に収納式の引き金が出て来るパタースン・モデルに見られる様に、武器としては凝った造りであり、武人の蛮用に耐えなかった。そのため軍に正式採用されるには時間がかかっただけでなく、民間市場でも旧式でも、安価で信頼性が高いフリントロック式やパーカッションロック式の単発銃や、イーサン・アレン社の雷管式アレン・ペッパーボックス（皮肉な事にコルトのダブルアクション機構の特許に基づいて製造された連発拳銃だった）に敗北。更には過剰な設備投資が災いし、一度倒産している。
その後復活し数々の傑作を発表していくが、従業員であったローリン・ホワイトの貫通式シリンダー特許（なおこのときの特許自体は実用性の低いものだった）を放置し、結果としてこの特許と金属薬莢を組み合わせた後装式リボルバーを1869年までS&W社に独占されたり、ダブルアクション拳銃の製品化に遅れたりと、その経営は保守的で技術的にはむしろ後手に回っている。ただし個々の製品の完成度そのものは高く、M1851やM1873(シングルアクションアーミー)が米陸軍の制式拳銃となったこともあり、19世紀後半の業績そのものは順調だったと言える。
20世紀初頭には、ジョン・ブローニングの設計による自動拳銃“ガバメント”M1911を開発。1911年から70年以上に渡ってアメリカ軍の主力拳銃の位置を占め続け、1992年に制式指定こそ解かれたものの、現在でも一部で使用されている傑作拳銃となっている（ただし既にM1911の製造特許は失効しており、現代ではコルト社製以外のレプリカ・コピーモデルも本家以上に出回っている）。
1980年代には、コルト・ガバメントに代わる制式拳銃を決めるトライアルにおいて、コルト社が提出した新型拳銃がイタリアのベレッタM92（軍制式コードM9）に惨敗し、また従来回転式拳銃が主流だった警察などの公用関係や民間市場においても、ヨーロッパ製の自動拳銃が席巻するに至り、もともとS&W社にシェアを大きくあけられていたコルト社は、拳銃の生産からはほぼ撤退した。現在でも生産されている拳銃は、伝統的な定番商品であるSAAとガバメントのみとなっている。
20世紀末には、カナダでAR-15をライセンス生産していたディマコ社を買収し、コルト・カナダ社に社名を変更した。さらにコルツ・マニュファクチュアリング・カンパニーへの社名変更を経て2002年に軍用銃器専門のコルト・ディフェンスと、民生用銃器専門のコルツ・マニュファクチュアリング・カンパニーに分社したが、コルト・ディフェンスは2013年にアメリカ陸軍からM4カービンの調達契約を打ち切られ（FNハースタルからの調達に切り替えた）業績悪化、2015年6月15日にデラウェア州連邦倒産裁判所に連邦倒産法第11章の適用を申請した。
2021年2月11日、チェコにあるチェスカー・ズブロヨフカ・ウヘルスキブロッドがコルトとコルト・カナダを買収することで合意した。

## リボルバーのフレーム
S&W社と同様、フレームサイズに規格を定めているが、販売の際にこれらを表立ってアピールすることは無い。
サイズは7種類あり、以下では小さい順から並べる。
- Dフレーム - ディテクティブスペシャル、ダイアモンドバックなど。
- SFフレーム - マグナムキャリーなど。
- Eフレーム
- Iフレーム - パイソンなど。
- Jフレーム - ローマンMK-III、トルーパーMK-IIIなど。
- Vフレーム - トルーパーMK-Vなど。
- AAフレーム - キングコブラ、アナコンダなど。

## 製品

### 回転式拳銃
- コルト・パターソン
- コルト・ウォーカー
- M1848 ドラグーン
- M1851 ネイビー
- M1855 サイドハンマー
- M1861 シェリフズ
- M1870 クローバーリーフ / ハウス
- M1877 ライトニング / サンダラー
- M1878 ダブルアクション
- M1889 ニュー・ネイビー
- M1892
- コルト・ニューポケット
- コルト・ニューポリス
- コルト・ニューサービス
- M1917
- SAA ピースメーカー

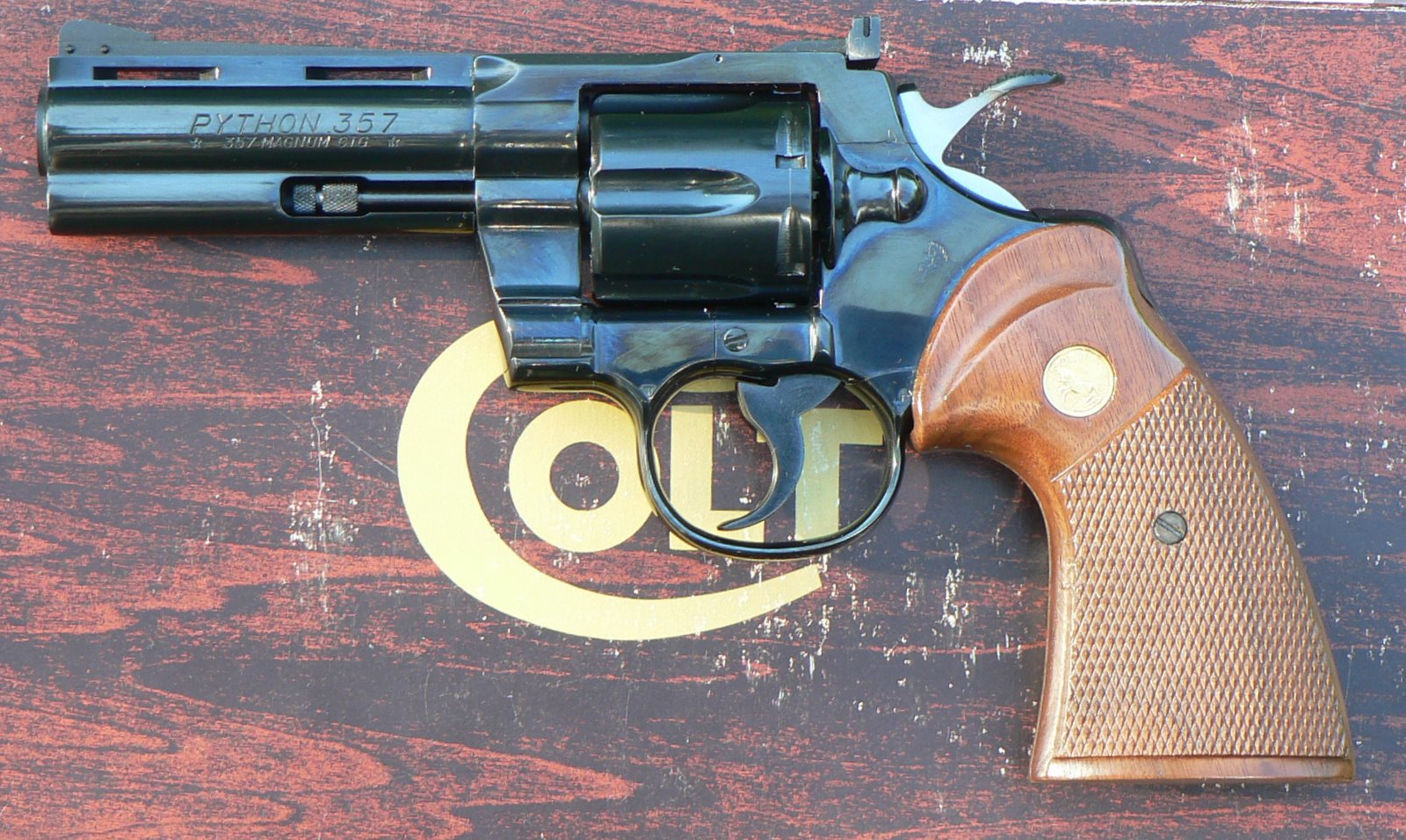
パイソン

- コルト・シングルアクション・フロンティアスカウト
- アナコンダ
- キングコブラ
- コブラ
- ディテクティブスペシャル
- パイソン
- ダイアモンドバック
- ローマン
- トルーパー
- オフィシャル・ポリス

### 自動式拳銃
- M1900
- M1903
- M1905
- M1908 ベストポケット
- M1911
- ウッズマン
- ジュニアコルト
- .380 ポケット・モデル
- AA2000

### デリンジャー
- シングルデリンジャー.No1 / .No2 /.No3

### アサルトライフル

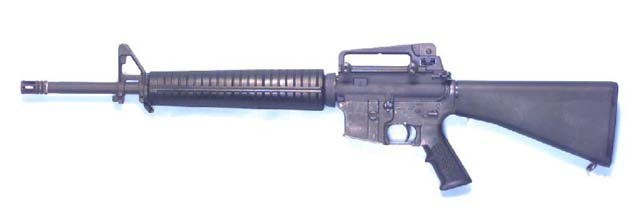
M16A4

- M16
- コルト・コマンドー
- M4カービン
- CM901
- ローエンフォースメント・カービン
- SCW

### グレネードランチャー
- M79 グレネードランチャー
- M203 グレネードランチャー
- EAGLE グレネードランチャー - コルト・カナダのみ生産

### 狙撃銃
- サワー（スナイパーライフル） - コルト・ファイヤーアームズのみ生産
- PGWDTI TIMBERWOLF - コルト・カナダのみ生産

### 機関銃
- コルト・ブローニングM1895重機関銃
- ブローニングM1917重機関銃
- ブローニングM1918自動小銃

### 弾薬
- .25ACP弾
- .31ツアー・コンバージョン弾
- .32ショート・コルト弾
- .32ロング・コルト弾
- .32コルト・ニューポリス弾
- .32ACP弾
- .36コルト・ツアー・ロングケース弾
- .38ショート・コルト弾
- .38ロング・コルト弾
- .38コルト・ニューポリス弾
- .38コルト・スペシャル弾
- .38ACP弾
- .38ACPスーパー弾
- .380ACP弾
- 9.8x23mm オートマチック・コルト弾
- .400コルト・マグナム弾
- .41ショート・コルト弾
- .41ロング・コルト弾
- .41コルト・スペシャル弾
- .410コルト・デリンジャー・センターファイア弾
- .44コルト弾
- .45コルト・ガバメント弾
- .45コルト・モデル1909弾
- .45ロング・コルト弾
- .45ACP弾
- .455コルト弾

### 機関砲
- チェーンガン - コルト・カナダでのみ生産

### タクティカルペン
- タクティカルペン
  - CT437
  - CT438